# Čtyři roční doby (němý film)
Čtyři roční doby je název českého němého filmu, který v roce 1912 natočil režisér a architekt Max Urban jako jeden z prvních filmů své společnosti ASUM.

## Výroba
Jeden z prvních filmů společnosti ASUM, kterou v roce 1912 založil architekt Max Urban se svou tehdejší manželkou, divadelní herečkou Andulou Sedláčkovou. Max Urban jako režisér se zde chopil i kamery a zachytil svoji manželku v žánrových snímcích zachycujících ji v přírodních scenériích od jara do zimy. Film byl natáčen na terase vily Maxe Urbana na Rašínově nábřeží (dříve Libušině) a jejím okolí, část pak v pražské Stromovce. 
Dochované filmové materiály jsou pravděpodobně neúplné, o čemž svědčí i chybějící mezititulek u zimního výjevu. Film je virážovaný, přičemž každé z ročních období má své specifické zabarvení: pro jaro zvolena zelená barva, léto je laděno v oranžové barvě, barvou podzimu je hnědá a zima je reprezentována modrou barvou. Film bývá řazen jak do kategorie filmů hraných, tak do kategorie dokumentárních jako filmová reportáž.

## Obsah
Poetický snímek, ve kterém Andula Sedláčková provází diváka čtyřmi ročními obdobími, jednou na louce, jindy u rybníka, ve Stromovce a nakonec ve sněhu.

## Obsazení
| Andula Sedláčková | ona sama |

## Pozdější uvedení
V lednu 1931 byl film opětovně promítán v kině, a to v rámci druhého týdne avantgardního filmu uváděného v pražském kině Kotva. Vedle snímku Čtyři roční doby se na programu objevily filmy Jana Kříženeckého Výstavní párkař a lepič plakátů a Dostaveníčko ve mlýnici (oba 1898), další snímek Maxe Urbana filmová reportáž Pegoud v Praze (1913), ze zahraničních pak krátkometrážní Tajnosti zámku Kostky (Les Mystères du château de Dé; 1929) režiséra Mana Raye, Hudební studie č. 5 a č. 6 německého tvůrce Oskara Fischingera a celovečerní Země (Земля; 1930) režiséra Olexandra Dovženka.